# The Bondsman
Production
Diffusion
The Bondsman est une série télévisée américaine créée par Grainger David et diffusée le 3 avril 2025 sur Prime Video.

## Synopsis
Hub Halloran est un chasseur de primes. Après avoir été assassiné, il est ressuscité par le diable. Ce dernier le charge de traquer et de renvoyer en enfer des démons qui se sont évadés.

## Distribution

### Acteurs principaux
- Kevin Bacon (VF : Philippe Vincent ; VQ : Alexis Lefebvre) : Hub Halloran
- Jennifer Nettles (VF : Isabelle Desplantes ; VQ : Viviane Pacal) : Maryanne Dice
- Beth Grant (VF : Cathy Cerdà ; VQ : Claudine Chatel) : Kitty Halloran
- Damon Herriman (VF : Vincent Ropion ; VQ : Renaud Paradis) : Lucky Callahan
- Maxwell Jenkins (VF : Hervé Grull ; VQ : Nicolas De Passillé Scott) : Cade Halloran
- Jolene Purdy (VF : Diane Kristanek ; VQ : Maude Bouchard) : Midge Kusatsu

### Acteurs secondaires
- Kathrine Barnes (VQ : Geneviève Bastien) : Cheryl Dawson
- Mike Kaye (VF : Laurent Morteau ; VQ : Nicholas Savard L'Herbier) : Tommy « Tater » Dean
- Denitra Isler (VQ : Isabelle Leyrolles) : la shérif Ruby
- Jay Ali (VF : Alexandre Gillet ; VQ : Rodley Pitt) : Ali « Cosmo » Khan

 Source et légende : version française (VF) sur RS Doublage

## Production

### Genèse et développement
En juin 2023, il est annoncé que Prime Video a commandé une mini-série dramatique et horrifique créée par Grainger David avec Erik Oleson comme showrunner et producteur délégué via sa société CrimeThink. Jason Blum, Chris McCumber, Jeremy Gold et Chris Dickie produisent également via la division télévision de Blumhouse Productions. Kevin Bacon participe également à la production.

### Attribution des rôles
En juin 2023, Kevin Bacon est annoncé dans le rôle principal. En janvier 2024, Jennifer Nettles rejoint également la série. En mars 2024, c'est au tour de Beth Grant, Damon Herriman, Maxwell Jenkins, Jolene Purdy d'être confirmés dans des rôles réguliers.

### Tournage
Le tournage se déroule à Grantville dans l'État de Géorgie en avril 2024. Il a également lieu à Atlanta.

### Fiche technique
Sauf indication contraire, les informations mentionnées dans cette section peuvent être confirmées par la base de données cinématographiques IMDb,  présente dans la section « Liens externes ».
- Créateur : Grainger David
- Réalisation : Sanaa Hamri, Catriona McKenzie, Lauren Wolkstein et Thor Freudenthal
- Photographie : Eliot Rockett et David Daniel
- Production : Alex Shevchenko, Jason Blum, Grainger David, Chris Dickie, Chris McCumber, Erik Oleson

Producteurs délégués : Jeremy Gold, Paul E. Shapiro et Kevin Bacon
Coproducteurs : John H. Brister et Erik Holmberg
Productrices associées : Samantha Feld et Lauren Rovere
- Sociétés de production : CrimeThink, Marker 96, Blumhouse Television et Amazon MGM Studios

## Épisodes
1. Mon Chaudron d'Or (Pot O' Gold)
2. Valacor
3. Marphos
4. Erdos
5. Slypharis
6. Révélations (Revelations)
7. Pyralis
8. Lilith